# Procordulia jacksoniensis
Procordulia jacksoniensis är en trollsländeart som först beskrevs av Jules Pièrre Rambur 1842.  Procordulia jacksoniensis ingår i släktet Procordulia och familjen skimmertrollsländor. IUCN kategoriserar arten globalt som livskraftig. Inga underarter finns listade i Catalogue of Life.